# Angelo Raffaele Meo
Angelo Raffaele Meo (Cuneo, 25 gennaio 1935) è un informatico italiano.
È un professore emerito del Politecnico di Torino, in pensione dal 2010, e un pioniere dell'informatica italiana, noto per le sue posizioni a favore del software libero e open source. È stato a capo della Commissione per il software a codice sorgente aperto nella Pubblica Amministrazione nel 2002.

## Biografia
Angelo Raffaele Meo si è laureato nel 1959 in ingegneria elettrotecnica con 110/110 e lode presso il Politecnico di Torino con una tesi di laurea su "Elettromagnetismo e relatività". Ha iniziato la carriera come ricercatore della nascente disciplina della progettazione dei circuiti elettronici ambito in cui l'Italia di quel periodo stava consolidando una posizione molto importante nella competitività nella ricerca e nelle applicazioni industriali.

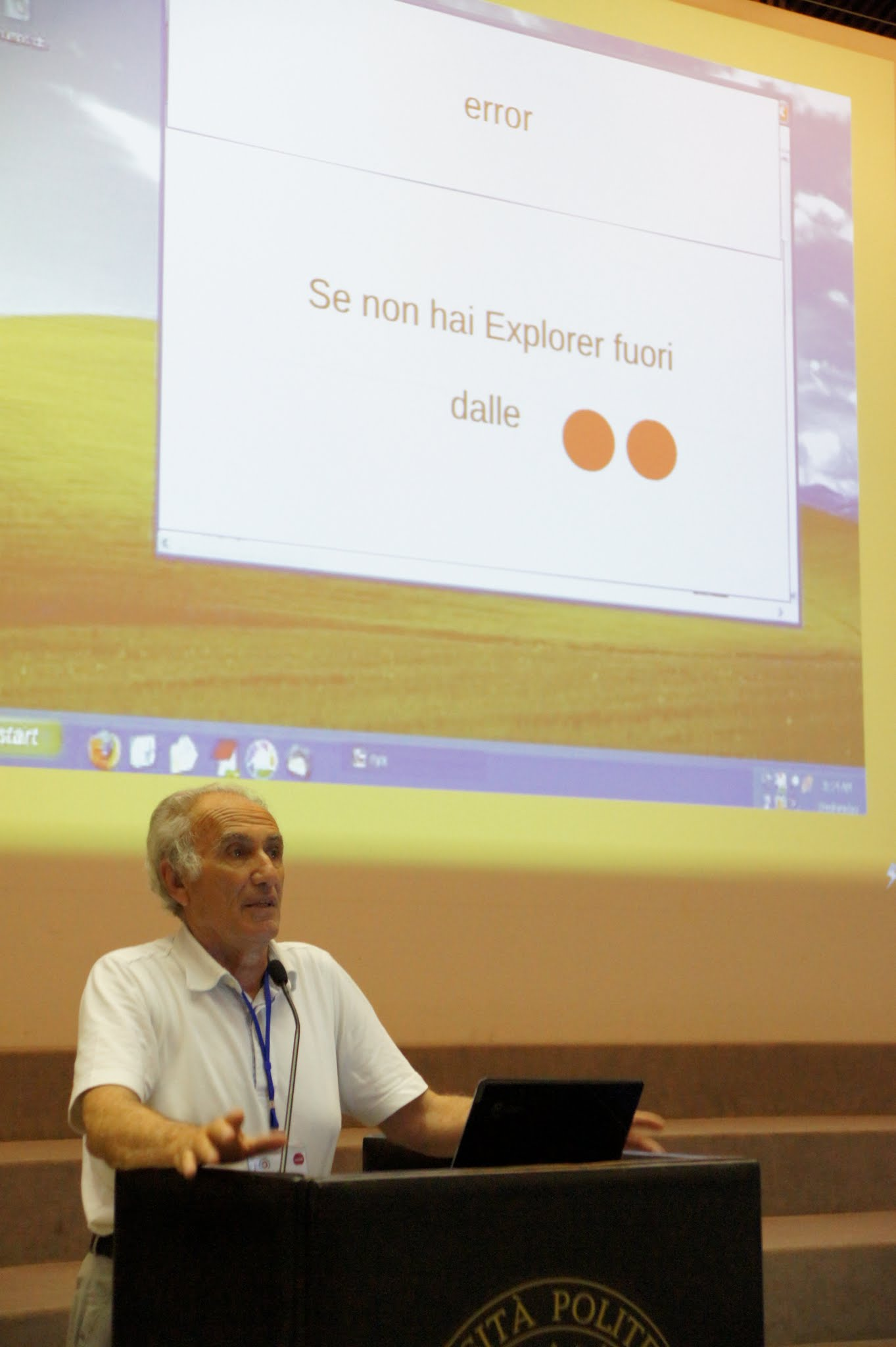
Il prof. Angelo Raffaele Meo alla ConfSL 2012 (VI Conferenza sul Software Libero, Ancona 22-23 giugno 2012)

Nel 1961 inizia la carriera didattica e scientifica come assistente ordinario alla cattedra di Elettrotecnica del Politecnico di Torino, con la guida del Prof. Giuseppe Biorci. Durante questo periodo si occupa anche di teoria e progetto dei circuiti per calcolatori. In seguito, nei primi anni sessanta, Meo si interessò anche al software, in particolare con le prime ricerche pionieristiche nell'ambito della sintesi vocale, tramite un generatore di suoni vocalici e un riconoscitore di parole singole (in anni precedenti alla nascita del centro di ricerca torinese del CSELT, che in seguito sviluppò profondamente questo filone). A partire dal 1971, anno in cui è uno dei tre vincitori del primo concorso italiano a cattedra di informatica, Meo divenne docente di "Sistemi di elaborazione dell'informazione" presso lo stesso Ateneo. All'inizio degli anni ottanta ha fondato l'azienda SSB Progetti, attiva ancora oggi in vari settori dell'IT, in particolare nel mercato bancario. Come membro del CNR, è stato Presidente del Progetto Finalizzato Informatica (dal 1979 al 1985); ha quindi ricoperto cariche di crescente importanza presso diversi centri di ricerca (Consiglio Nazionale delle Ricerche, Centro del Supercalcolo Piemonte - di cui è primo presidente nel 1991) e nel 1998 ha fondato, insieme a Juan Carlos De Martin, il gruppo di ricerca Internet Media Group presso il suo ateneo. Negli anni tra il 2006 e il 2009 è presidente dell'Accademia delle Scienze di Torino. Dopo aver presieduto una commissione nazionale nel 2002 sul "codice a sorgente aperta", nel 2007 ha presieduto la Commissione Nazionale sull'Open Source, nell'ambito degli acquisti Software della Pubblica Amministrazione Italiana; successivamente è stato promotore della proposta di legge regionale per l'Open Source sui progetti di ricerca finanziati nella regione Piemonte: tale direttiva è ripresa nel Codice dell'amministrazione digitale (D. lgs n. 82, 7 marzo 2005). È membro del Comitato dei Garanti del Centro Nexa su Internet e Società del Politecnico di Torino, per il dibattito sulla libertà nell'ambito digitale, in particolare in Rete. Dal 2012 è professore emerito presso lo stesso ateneo. È membro del comitato scientifico del Museo Piemontese dell'Informatica.

### Famiglia
Il Prof. Meo ha alcuni figli anch'essi docenti universitari: Michela, docente di Ingegneria delle Telecomunicazioni presso il Politecnico di Torino, Rosa, docente presso il Dipartimento di Informatica dell'Università di Torino. La figlia Roberta è stata Sindaco di Moncalieri dal 2010 al 2015 dopo una lunga esperienza come imprenditrice.

## Opere
- Mariella Berra, Angelo Raffaele Meo, Informatica solidale 2. Libertà di software, hardware e conoscenza, Ed. Bollati Boringhieri 2006
- Mariella Berra, Angelo Raffaele Meo, Informatica solidale. Storia e prospettive del software libero, Ed. Bollati Boringhieri 2001
- Angelo Raffaele Meo, Marco Mezzalama; Elementi di informatica, Ed. Pitagora (collana Nettuno. Ingegneria) 1996